# Египат на Светском првенству у атлетици на отвореном 2013.
Египат је учествовао на Светском првенству у атлетици на отвореном 2013. одржаном у Москви од 10. до 18. августа четрнаести пут, односно учествовао је на свим првенствима до данас. Репрезентацију Египта представљало је 4 такмичара (3 мушкараца и 1 жена) који су се такмичили у 4 дисциплине..
На овом првенству Египат није освојио ниједну медаљу али је Salma Emam Abou El-Hassan остварила лични рекорд сезоне.

## Учесници
| Мушкарци: - Хамада Мохамед — 800 м - Хасан Мохамед Махмуд — Бацање кладива - Ихаб Абделрахман ел Сајед — Бацање копља | Жене: - Salma Emam Abou El-Hassan — 100 м са препонама |  |

## Резултати

### Мушкарци
| Атлетичар                 | Дисциплина     | Лични рекорд | Квалификације | Квалификације | Полуфинале           | Полуфинале           | Финале               | Финале       | Детаљи |
| Атлетичар                 | Дисциплина     | Лични рекорд | Резултат      | Место         | Резултат             | Место                | Резултат             | Место        | Детаљи |
| ------------------------- | -------------- | ------------ | ------------- | ------------- | -------------------- | -------------------- | -------------------- | ------------ | ------ |
| Хамада Мохамед            | 800 м          | 1:44,98 НР   | 1:47,96       | 4. у гр. 1    | Није се квалификовао | Није се квалификовао | Није се квалификовао | 32 / 47 (49) |        |
| Хасан Мохамед Махмуд      | Бацање кладива | 78,21 НР     | 71,88         | 10. у гр. А   |                      |                      | Није се квалификовао | 22 / 27 (29) |        |
| Ихаб Абделрахман ел Сајед | Бацање копља   | 83,62        | 83,62 КВ НР   | 1. у гр. Б    | 80,94                | 8 / 33               |                      |              |        |

### Жене
| Атлетичарка               | Дисциплина    | Лични рекорд | Квалификације | Квалификације | Полуфинале            | Полуфинале            | Финале                | Финале       | Детаљи |
| Атлетичарка               | Дисциплина    | Лични рекорд | Резултат      | Место         | Резултат              | Место                 | Резултат              | Место        | Детаљи |
| ------------------------- | ------------- | ------------ | ------------- | ------------- | --------------------- | --------------------- | --------------------- | ------------ | ------ |
| Salma Emam Abou El-Hassan | 100 м препоне | 13,86 НР     | 14,38 ЛРС     | 8. у гр 4     | Није се квалификовала | Није се квалификовала | Није се квалификовала | 36 / 36 (37) |        |